# Colubraria suduirauti
Colubraria suduirauti is een slakkensoort uit de familie van de Colubrariidae. De wetenschappelijke naam van de soort is voor het eerst geldig gepubliceerd in 1999 door Parth.